# Ла-Еррера
Ла-Еррера (ісп. La Herrera) — муніципалітет в Іспанії, у складі автономної спільноти Кастилія-Ла-Манча, у провінції Альбасете. Населення — 346 осіб (2010).
Муніципалітет розташований на відстані близько 210 км на південний схід від Мадрида, 22 км на захід від Альбасете.
На території муніципалітету розташовані такі населені пункти: (дані про населення за 2010 рік)
- Ла-Еррера: 307 осіб
- Каса-Іта: 3 особи
- Каса-Ідеас: 0 осіб
- Каса-Нуева-дель-Куартіко: 0 осіб
- Касілья-де-Абахо: 0 осіб
- Касілья-де-Арріба: 0 осіб
- Ель-Куартіко: 7 осіб
- Куарто-Альборга: 1 особа
- Ла-Чоріса: 17 осіб
- Ла-Чоса: 11 осіб
- Онсебрерос: 0 осіб

## Демографія
Динаміка населення (INE ):

## Галерея зображень

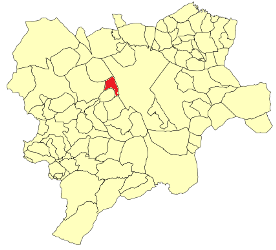
Розташування муніципалітету у провінції Альбасете